# Stan (łańcuchy Markowa)
Stan – pojedynczy element przestrzeni stanów (przestrzeni fazowej), czyli jedno z możliwych położeń łańcucha Markowa. Prawdopodobieństwa przejścia między stanami dane są w macierzy prawdopodobieństw przejścia.

## Cechy stanów
- Stan {\displaystyle j} nazywamy osiągalnym ze stanu {\displaystyle i} wtedy i tylko wtedy, gdy istnieje niezerowe prawdopodobieństwo przejścia ze stanu {\displaystyle i} do stanu {\displaystyle j} w dowolnej liczbie kroków.
- Stany {\displaystyle i} oraz {\displaystyle j} komunikują się, gdy {\displaystyle i} jest osiągalny z {\displaystyle j} oraz {\displaystyle j} jest osiągalny z {\displaystyle i.}
- Stan {\displaystyle i} nazywamy pochłaniającym wówczas, gdy {\displaystyle p_{ii}=1.}
- Stan {\displaystyle i} nazywamy odbijającym wówczas, gdy {\displaystyle p_{ii}=0.}
- Stan {\displaystyle i} jest nieistotny (chwilowy) wówczas, gdy istnieje wersja opuszczenia stanu, po której już nie można do niego wrócić.
- Stan {\displaystyle i} jest istotny wówczas, gdy dla każdej wersji opuszczenia stanu jest możliwy powrót do niego.